# Lamb (film 2021)
Lamb (Dýrið) è un film del 2021 diretto da Valdimar Jóhannsson, al suo esordio alla regia.
Il film, co-produzione islandese, svedese e polacca con protagonista Noomi Rapace, è stato presentato nella sezione Un Certain Regard del 74º Festival di Cannes.

## Trama
In Islanda, una mandria di cavalli viene spaventata da un'entità sconosciuta che si introduce in un ovile. Successivamente, la contadina María e suo marito Ingvar restano scioccati nell'apprendere che una delle loro pecore ha dato alla luce un bizzarro ibrido di sesso femminile con testa e braccio destro da agnello e corpo da essere umano. María e Ingvar prendono l'ibrido e iniziano ad accudirlo e ad amarlo in sostituzione della loro figlia nata morta, dandogli lo stesso nome, ovvero Ada. La pecora che ha concepito Ada continua a cercare di avvicinarsi alla figlia, aggirandosi fuori dalla casa della coppia; un giorno Ada scompare e viene ritrovata in un campo accanto alla pecora, pertanto María spara in testa all'animale e seppellisce il suo corpo. Pétur, il fratello di Ingvar, arriva alla fattoria poco prima dell'omicidio e assiste all'avvenimento prima di andare a dormire nell'ovile.
Pétur, che in passato ha avuto una relazione con María e cerca di flirtare con lei in diverse occasioni, rimane turbato da Ada considerandola un animale, nonostante Ingvar affermi che lui e la moglie ora sono felici. Sempre più disturbato dall'inquietante situazione famigliare, una mattina Pétur conduce Ada fuori casa mentre tutti dormono con l'intenzione di spararle. Cambia però idea e successivamente comincia a trattare affettuosamente l'ibrido come se fosse sua nipote.
Durante una serata in cui María, Pétur e Ingvar si ubriacano, Ada entra in contatto con l'entità misteriosa vicino all'ovile. L'entità uccide il cane di famiglia e ruba un fucile. Dopo che Ingvar va a letto, Pétur molesta María; quando María lo allontana, l'uomo le rivela di aver assistito all'omicidio della pecora madre di Ada, minacciando di dirlo all'ibrido se María non avrà con lui un rapporto sessuale. 
María finge di cedere al ricatto di Pétur, poi lo chiude in un ripostiglio e la mattina seguente lo accompagna alla fermata dell'autobus per mandarlo via, affermando che è impegnata ad avviare un nuovo inizio con la sua famiglia. Nel frattempo, Ingvar si sveglia e porta Ada con sé a riparare il trattore. Mentre tornano a casa, l'entità, che si scopre essere un ibrido uomo-ariete, padre biologico di Ada, spara a Ingvar al collo, poi prende per mano Ada e se ne va con lei.
María torna a casa e scopre che Ingvar e Ada sono scomparsi. Trova Ingvar morente e lo assiste nei suoi ultimi istanti di vita, poi cerca inutilmente Ada, disperandosi per la perdita della sua famiglia.

## Promozione
Il trailer del film è stato diffuso online il 6 luglio 2021, mentre in italiano il 7 marzo 2022.

## Distribuzione
Il film è stato presentato in anteprima il 13 luglio 2021 alla 74ª edizione del Festival di Cannes, nella sezione Un Certain Regard. L'opera è stata successivamente presentata anche al BFI London Film Festival. In Italia il film ha avuto un passaggio al Trieste Science+Fiction Festival, poi è stato distribuito al cinema dal 31 marzo 2022.

## Accoglienza

### Pubblico
Il film ha incassato 3,1 milioni di dollari al botteghino.

### Critica
Sull'aggregatore Rotten Tomatoes il film riceve il 86% delle recensioni professionali positive con un voto medio di 7,2 su 10 basato su 127 critiche, mentre su Metacritic ottiene un punteggio di 68 su 100 basato su 33 critiche.

## Riconoscimenti
- 2021 - Festival di Cannes
  - Premio Un Certain Regard per l'originalità
  - Menzione speciale alla Dog Palm per il cane Panda
- 2021 - European Film Awards
  - Migliori effetti visivi a Peter Hjorth e Fredrik Nord